# دولنی توشانوویتسه
دولنی توشانوویتسه (به چکی: Dolní Tošanovice) یک منطقهٔ مسکونی در جمهوری چک است که در ناحیه فریدک-میستک واقع شده‌است. دولنی توشانوویتسه ۳٫۷ کیلومتر مربع مساحت و ۳۲۲ نفر جمعیت دارد و ۳۳۵ متر بالاتر از سطح دریا واقع شده‌است.